# الملكة صوفيا
الملكة صوفيا (بالإسبانية: Sofía de Grecia)‏ (2 نوفمبر 1938 - )، ملكة إسبانيا القرينة. وهي الابنة الكبرى لملك اليونان باول الأول وزوجته الملكة فريدريكا، كما أنها الشقيقة الكبرى لآخر ملوك اليونان قسطنطين الثاني ملك اليونان.

## عن حياتها
قضت جزءً من طفولتها في مصر وجنوب أفريقيا حيث درست في مدرسة مرموقة هي كلية E.G.C المعروفة حاليا باسم (كلية النصر للبنات) بمدينة الأسكندرية في مصر وذلك خلال فترة نفي الأسرة من اليونان خلال الحرب العالمية الثانية، ثم عادت الأسرة إلى اليونان في العام 1946. أنهت تعليمها في المدرسة المرموقة «شلوس سالم» الداخلية في جنوبي ألمانيا، وبعد ذلك درست طب الاطفال والموسيقى وعلم الآثار في أثينا. وهي تجيد التحدث باللغات الإسبانية واليونانية والإنجليزية والفرنسية والألمانية.

## الزواج والأسرة
في 14 مايو 1962 تزوجت من الأمير خوان كارلوس أمير إسبانيا، وكان قد التقيا في يخت سياحي بإحدى الجزر اليونانية بعام 1954. وقد تخلت عن حقها في العرش اليوناني واعتنقت المذهب الروماني الكاثوليكي بدلًا من اليوناني الأرثوذكسي، وأنجبا:
- الأميرة إيلينا (مواليد 1963).
- الأميرة كريستينا (مواليد 1965).
- الملك فيليبي (مواليد 1968، ملك أسبانيا منذ 2014).

## الملكة القرينة
في العام 1969 منحت جمهورية إسبانيا الأمير خوان كارلوس لقب «أمير إسبانيا» وهو لقب اقترحته هي بنفسها لزوجها. وفي 22 نوفمبر 1975 اعتلي خوان كارلوس عرش إسبانيا بصفته الملك خوان كارلوس الأول بعد وفاة الجنرال فرانسيسكو فرانكو وإعادة الملكية لإسبانيا.

### الواجبات الملكية
بجانب سفرها برفقة زوجها داخل إسبانيا وحول العالم فإن لديها شؤونها وأنشطتها الخاصة، فهي الرئيس التنفيذي «لجمعية الملكة صوفيا الخيرية»، كما أنها الرئيسة الشرفية «للمجلس الملكي للتعليم والاهتمام بالأشخاص ذوي الاعاقات»، وأيضًا «جمعية المعونة لمدمني المخدرات» حيث أنها تولي اهتمامًا خاصًا بمكافحة المخدرات ومساعدة المدمنين والمتضررين منها.
وقد أطلق اسمها علي عدة مؤسسات وجمعيات منها «متحف الملكة صوفيا المركزي الوطني للفنون» في مدريد، وأيضًا «مطار الملكة صوفيا» في تناريف في جزر الكناري الإسبانية في المحيط الأطلسي. كما أنها تعمل بشكل وثيق مع الدكتور محمد يونس الحائز علي جائزة نوبل للسلام من خلال بنك جرامين الذي أسسه الذي يوفر قروض صغيرة للنساء حول العالم، كما سافرت إلى بنغلاديش والمكسيك وتشيلي والسلفادور لمساندة الناشطين في المنظمة التي أسسها يونس. كما أنها عضو شرفي في «أكاديمية سان فرناندو للفنون الجميلة» و«أكاديمية التاريخ الملكية»، كما تحصلت علي شهادات دكتوراة فخرية من عدة جامعات مثل «روساريو بوغوتا» الكولومبية و«جامعة كامبريدج» و«جامعة أوكسفورد» و«جامعة جورجتاون» و«جامعة نيويورك».

## انظر ايضًا
- متحف الملكة صوفيا المركزي الوطني للفنون

## وصلات خارجية
- الملكة صوفيا على موقع IMDb (الإنجليزية)
- الملكة صوفيا على موقع مونزينجر (الألمانية)
- الموقع الرسمي للعائلة المالكة الأسبانية